# スリヴェン州
スリヴェン州（スリヴェンしゅう、ブルガリア語: Област Сливен, ラテン文字転写: Oblast Sliven、トルコ語: İslimiye ili）は、ブルガリア南東部に位置する州。

## 基礎自治体

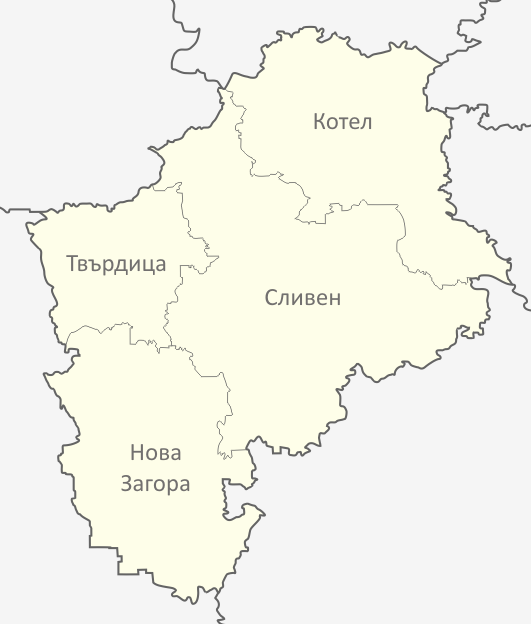
スリヴェン州の基礎自治体

- スリヴェン（Sliven）州都
- コテル（Kotel）
- ノヴァ・ザゴラ（Nova Zagora）
- トヴルディツァ（Tvarditsa）

## 歴史
この地にはトラキア人、ローマ人、古代ギリシャ人、スラヴ人などが住んだ。ローマ帝国の最初の集落トゥイダ（Tuida）は紀元前3世紀にこの地方に設置され、交易拠点となった。スリヴェンの街は1153年にアラブの交易商イドリースィーによって建立された。

## 住民
州の人口はおよそ13万人で、2001年の調査によるとその11.2%がロマである。これは、ブルガリアの州としては最も高いロマ人口比率である。

## 自然
スリヴェンは大山塊シニテ・カムニ（Сините Камъни、Sinite Kamyni、英訳:The Blue Rocks）のふもとに位置し、ミネラル泉源に非常に近い。スリヴェンはきれいな空気ときれいな水、暖かい冬と涼しい夏の街として知られている。

### シニテ・カムニ国立自然公園
スリヴェン州にはシニテ・カムニ国立自然公園がある。同地にはハルカタ（Харката、Halkata）と呼ばれ、伝説によると魔力を持つというアーチ状の奇岩がそびえ立ち、この地方のシンボルとなっている。この地には他にも数々の奇抜な自然の造形が見られるズメヴィ・ドゥプキ洞窟（Змееви Дупки、Zmeevi dupki）などもある。また太古の海岸が進化した森林もある。
自然公園のなかには多様な動植物相が見られ、1000種を超える植物、235種の無脊椎動物、8種の魚類、9種の両生類、9種の爬虫類、165種の鳥類、34種の哺乳類が生息している。
急峻な傾斜地が連なる山塊の標高は290メートルから1181メートルであり、ボラ（bora）と呼ばれる北・北北西からの風はこの地方に典型的なものである。自然公園には多くの川が流れ、多くの急流、淵、滝などの地形を形成している。